# HOTREC
HOTREC – Hospitality Europe är en paraplyorganisation för nationella branschorganisationer inom hotell, restauranger och liknande verksamheter i Europa. I Sverige är Visita den nationella medlemmen i HOTREC.
HOTREC bevakar branschens intressen gentemot EU:s institutioner och fungerar som ett språkrör i frågor som rör den politiska utvecklingen som påverkar branschen. 
European Hospitality Quality scheme (EHQ) är ett europeiskt kvalitetsprogram där nationella kvalitetsprogram inom turist- och besöksnäringen kan certifieras av HOTREC i enlighet med enhetliga regler. Svenska Scandinavian Service and Quality Award är (januari 2014) ett av fyra nationella kvalitetsprogram som certifierats av HOTREC.
Kent Nyström tillträdde 2009 som president för organisationen.

## Fotnoter
1. ↑   ”Missions and Priorities - HOTREC”. Arkiverad från originalet den 25 juli 2012. https://web.archive.org/web/20120725031136/http://www.hotrec.eu/about-us/mission-priorities.aspx. Läst 1 augusti 2012.
2. ↑  ”HOTREC member association in Sweden”. Arkiverad från originalet den 2 februari 2014. https://web.archive.org/web/20140202215838/http://www.hotrec.eu/about-us/membership/sweden.aspx. Läst 30 januari 2014.
3. ↑  ”European Hospitality Quality”. Arkiverad från originalet den 2 februari 2014. https://web.archive.org/web/20140202221159/http://www.hotrec.eu/policy-issues/quality/quality-copy.aspx. Läst 30 januari 2014.
4. ↑   ”Kent Nyström ny ordförande för HOTREC”. http://www.travelnews.se/artiklar/nyheter/20081111/kent-nystrom-ny-ordforande-for-hotrec. Läst 1 augusti 2012.